# Mathilde Giordano
Mathilde Giordano (* 2. Juli 1979 in Nizza) ist eine ehemalige französische Beachvolleyballspielerin. Sie wurde zwei Mal französische Meisterin im Sand.

## Karriere
Mit Virginie Kadjo startete die in der Stadt an der Côte d’Azur geborene Sportlerin zum ersten Mal 2002 bei zwei Open-Wettbewerben der FIVB World Tour an. Zwei Spielzeiten später stand sie mit Carole Cordinier nach überstandener Country Quota und zwei erfolgreich absolvierten Qualifikationsrunden sowie einem Sieg im Hauptfeld in ihren ersten gemeinsamen Wettbewerb beim Grand Slam in Marseille auf dem geteilten siebzehnten Rang. Ende 2005 trat Giordano bei den Kapstadt Open erstmals mit Déborah Giaoui an. Ihr größter gemeinsamer Erfolg gelang ihnen ein Jahr später bei den World University Championships in Protaras auf Zypern. Im Halbfinale setzte sich die französische Zweitvertretung gegen das deutsche Top-Team Jana Köhler und Anja Günther durch, während Ruth Flemig und Friederike Romberg gegen Frankreichs Erstvertretung siegreich blieben. Im anschließenden Endspiel besiegten Giaoui / Giordano auch das zweite deutsche Team in zwei Sätzen mit 21:16 und 21:19 und sicherten sich so den Studentenweltmeistertitel. Bei der Europameisterschaft 2006 schieden die beiden jedoch mit zwei Niederlagen gegen die Griechinnen Koutroumanidou/Tsiartsiani und die bulgarischen Jantschulowa-Schwestern früh aus.
Neue Partnerin von Mathilde Giordano wurde 2007 Céline Gemise Fareau. Mit ihr belegte sie bei der EM in Valencia den geteilten dreizehnten Rang. Das war das beste Resultat, dass die aus dem Département Alpes-Maritimes stammende Athletin bei drei Europameisterschaftsteilnahmen erzielte. Eine Saison später schieden die beiden sieg- und satzlos aus. Besser lief es bei den französischen Meisterschaften, dort war der Bronzerang der Lohn. Beim einzigen Turnier mit Virginie Sarpaux erzielte Mathilde Giordano als Achtelfinalistin ihr bestes Ergebnis der World Tour. 2009 erreichte sie mit Morgane Faure den dritten Rang bei den Mittelmeerspielen, zum ersten Mal das Finale beim Championat de France und den Titel ein Jahr später. Die gebürtige Nizzaerin wurde anschließend drei Mal Siebzehnte bei Open-Veranstaltungen mit Eva Hamzaoui. Mit Emma Larche gelang ihr das einmal sowie 2012 eine zweite französische Vizemeisterschaft. Im folgenden Spieljahr stand Giordano wieder mit Déborah Giaoui auf der gleichen Seite des Spielfelds. Mit ihr konnte sie ihre zweite Goldmedaille bei den Landesmeisterschaften in Empfang nehmen. Eine Spielzeit später standen die beiden wiederum im Finale und konnten bei weiteren nationalen Veranstaltungen mehrere Siege und zweite Ränge erreichen. Mit Zoé Cazalet stand Mathilde Giordano 2015 im Finale in Orléans und 2016 mit dem dritten Platz noch einmal auf dem Podest bei den französischen Meisterschaften. Anschließend beendete sie ihre Beachkarriere.